# Deivam Thandha Veedu
Deivam Thandha Veedu, auch Deivam Thandhaveedu, ist eine tamilische Seifenoper, deren Pilotfilm am 15. Juli 2013 auf Vijay TV ausgestrahlt wurde. Die Serie basiert auf der Hindi-Serie Saath Nibhaana Saathiya. Im Oktober 2015 wurde bereits die 560. Episode ausgestrahlt.

## Auszeichnungen und Nominierungen
| Jahr | Preis                   | Kategorie               | Rezipient      | Rolle              | Ergebnis  |
| ---- | ----------------------- | ----------------------- | -------------- | ------------------ | --------- |
| 2014 | Vijay Television Awards | Beste Fiktionale Serie  |                |                    | Gewonnen  |
| 2014 | Vijay Television Awards | Beste Nebendarstellerin | Sudha Chandran | Chitradevi         | Gewonnen  |
| 2014 | Vijay Television Awards | Bester Fund             | Meghna Vincent | Seetha             | Nominiert |
| 2015 | Vijay Television Awards | Favorite Marumagal      | Meghna Vincent | Seetha             | Gewonnen  |
| 2015 | Vijay Television Awards | Favorite Mamiyar        | Sudha Chandran | Chitradevi Devaraj | Gewonnen  |
| 2015 | Vijay Television Awards | Bester Darsteller       | Rajesh         | Ramkumar           | Nominiert |
| 2015 | Vijay Television Awards | Beste Darstellerin      | Meghna Vincent | Seetha             | Nominiert |

## Besetzung
Hauptdarsteller
- Meghna Vincent als Seetha Ramkumar Chakravarthy
- Sravan Rajesh als Ramkumar Chakravarthy
- Nisha als Priya Ravikumar Chakravarthy
- Venkat Renganathan als Ravikumar Chakravarthy
- Sudha Chandran als Chitradevi Devaraj Chakravarthy

Nebendarsteller
- Kanya Bharathi als Banumathy
- Devaraj als Devaraj Chakravarthy
- Sulakshana als Sumitra Thyagaraj Chakravarthy
- Monika als Kalpana Charan
- Azeem als Charan
- T. R. Omana als Annapoorani Chakravarthy
- Suresh Krishnamoorthy als Thyagaraj Chakravarthy